# 岩生蝇子草
岩生蝇子草（学名：Silene scopulorum）是石竹科蝇子草属的植物，是中国的特有植物。分布于中国大陆的云南等地，生长于海拔3,000米至4,000米的地区，常生于高山草地，目前尚未由人工引种栽培。

## 别名
岩生女娄菜（拉汉种子植物名称）